# Derndorf (Kirchheim)
Derndorf ist ein Ortsteil des Marktes Kirchheim i. Schw. im Landkreis Unterallgäu. Das Kirchdorf mit etwa 500 Einwohnern liegt auf einer Höhe von etwa 531 m. Der Ort grenzt im Süden direkt an Kirchheim.

## Geschichte
In Derndorf sind schon Funde aus der Steinzeit und der Römerzeit nachgewiesen worden. Im Zuge der Völkerwanderung wurde Derndorf von Alemannen besiedelt. Diese nannten es Dornidorf, was „Dorf am Dornengestrüpp“ bedeutet.
Derndorf wurde im Jahr 1090 erstmals urkundlich erwähnt als Besitz von Herzog Welf. Ab 1140 war Derndorf gespalten, ein Teil gehörte dem Kloster Weingarten, der andere dem Klosterstift Berchtesgaden. Im 14. Jahrhundert war der Ort Lehen des Hochstifts Augsburg. Im Jahr 1372 wurde das Dorf während einer Auseinandersetzung zwischen dem württembergischen Herzog und der Stadt Augsburg niedergebrannt. Ab Ende des 14. Jahrhunderts bis 1551 wechselte die Herrschaft über die Herrschaft Kirchheim, zu der Derndorf gehörte, mehrmals – als Besitzer werden die Adelsgeschlechter Freiberg, Schellenberg und Hürnheim genannt. Im Jahr 1551 verkauften die letztgenannten die Herrschaft an Anton Fugger. Bis zu Beginn des 19. Jahrhunderts, als das gesamte Gebiet zwischen Iller und Lech bayerisch wurde, blieb die Herrschaft im Besitz der Fugger.
Derndorf war ab 1818 (Zweites Gemeindeedikt) eine selbstständige Gemeinde. Der Ort wurde im Zuge der Gebietsreform am 1. Mai 1978 nach Kirchheim eingemeindet.

## Sehenswürdigkeiten
- Kath. Filialkirche St. Vitus

## Persönlichkeiten
- Manfred Lochbrunner (* 1945), Theologe und Dogmatiker
- Marquard Schwegler (* im 17. Jahrhundert in Kirchdorf; † im 18. Jahrhundert), Bildschnitzer, lebte in Derndorf